# GeForce 4
GeForce 4 je čtvrtá generace grafického čipu GeForce společnosti nVidia. GeForce 4 se dělí na výkonnější řadu Ti a řadu MX. MX série je téměř identická s GeForce 4Go (NV17M) pro trh s notebooky. Obě linie byly uvedeny na trh na jaře roku 2002. GeForce 4Go měla krátký život, ještě koncem téhož roku ji nahradila varianta GeForce 4200Go.

## GeForce 4 Ti

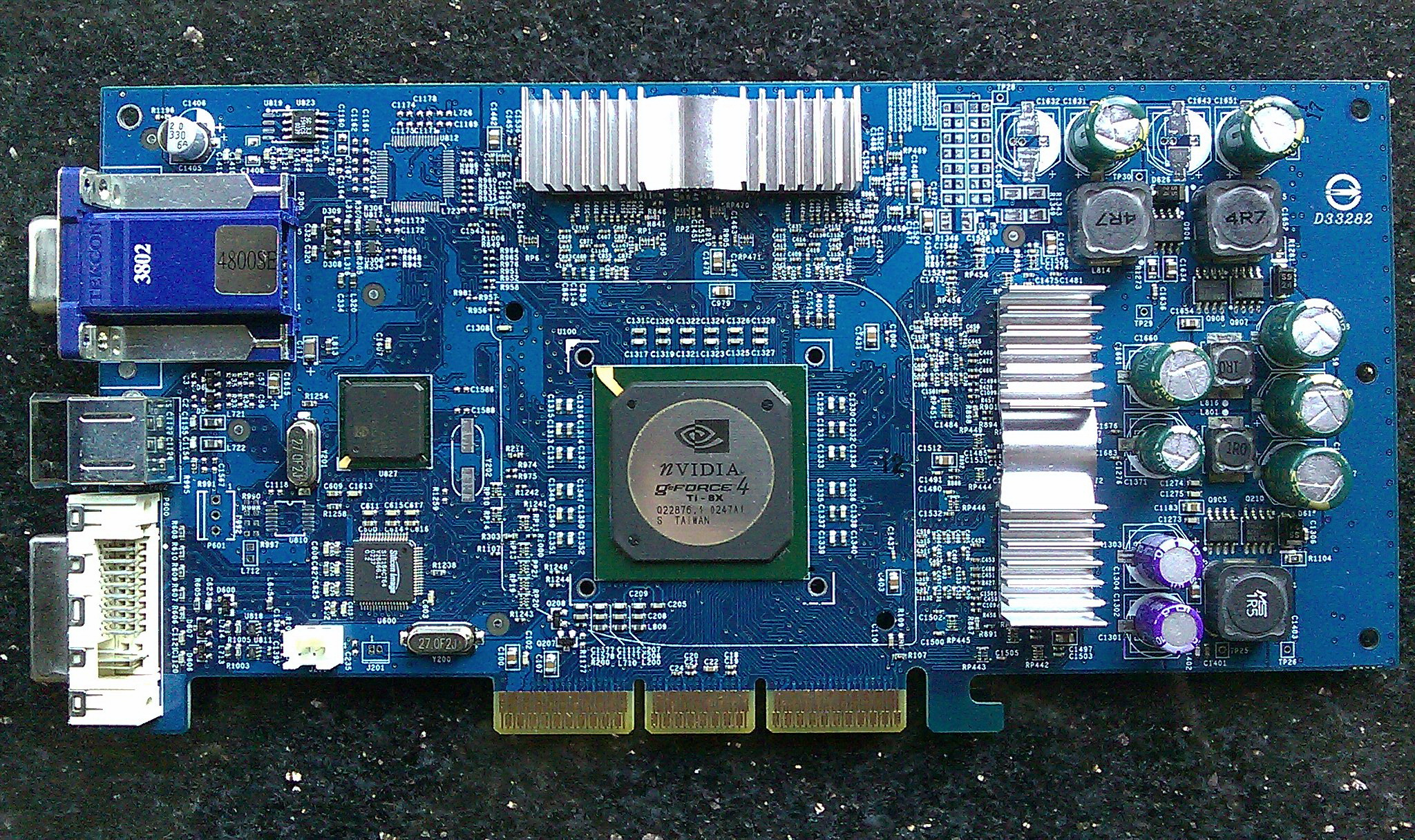
Albatron GeForce4 Ti 4800SE

Vyšla v dubnu roku 2002. Předchůdce je již zmíněná GeForce 3 a nástupce GeForce FX. Jádro NV25. Podobá se nejvíc GeForce 3, hlavní mezník tvoří zvýšená rychlost jádra a paměti, vylepšený řadič paměti, vylepšený pixel a vertex shader, hardwarový antialiasing a vylepšené DVD přehrávání. Přidána podpora dva monitory. GeForce 4 překonala svého někdejšího konkurenta ATI Radeon 8500XT (R250), který byl přece jen pomalejší, avšak model Ti porazil až ATI Radeon 9700 (R300). Vlajkovými a vstupními loděmi byly GeForce 4Ti 4400 a nejvyspělejší 4600. Vyšší ve střední třídě byla ATI s 8500LE. Výkonem se nerovnal GeForce 4Ti 4400. GeForce 3Ti 500 byla mezi 4200 a 4400Ti, cenou však převyšovala zmiňovaný Radeon.
nVidia stáhla GeForce 4Ti 4200 velmi brzy z trhu. GeForce 4Ti 4200 měla takt jádra 222 MHz, což bylo o 53 MHz méně než GFTi4400, což se týkalo všech modelů s pomalejší 128 MB verzí. 64 MB modely měly už výrobních 250 MHz, ale tato taktika se však neujala. Navíc se vzápětí přišlo na to, že lze 128 MB modely snadno přetaktovat na plnohodnotných 250 MHz. nVidia to pochopitelně kritizovala a vyjadřovala svůj nesouhlas, avšak přetaktování modelu 4200 bylo velmi populární. Proto byla karta stažena z trhu, aby se nVidia vyhnula škodám při prodeji vyšších modelů. Karta GeForce 4Ti 4400 nebyla vyhledávaná pro výkon (tou byla 4600 s vysokou cenou). GeForce 4Ti 4200 měla poměrně nízkou cenu a podávala stále solidní výkon, navíc nikdo neposlouchal pokyny ohledně zákazu přetaktování.
Série GeForce 4Ti 4200 přišla opožděně a nVidia ztratila šanci dlouhodobě dominovat vyšší třídě. Nestihla ji ani včas stáhnout z trhu. Na druhé straně tento typ byl stále rychlejší než GeForce 3Ti 500 či konkurenční Radeon 8500.
Koncem roku 2002 bylo jádro NV25 nahrazené NV28, což přineslo zvýšení rychlosti AGP rozhraní ze 4x(1066 MB/s) na 8x(2133 MB/s). Všechny NV28 GeForce 4Ti 4200 měly už všechny od výroby po 250 MHz bez ohledu na velikost paměti. nVidia přišla překvapivě s GeForce 4Ti 4800SE, ekvivalent 4600 a 4400. Vrcholem byly GeForce 4Ti 4800.
Celková série GeForce 4Ti byla rychlejší než GeForce 3Ti série a Radeon 8500. Typ GeForce 4Ti 4200 zůstal do příchodu Radeonu 9500 PRO (konec roku) nejlepší volbou cena/výkon. 4200 si dobře držela pozici až do příchodu další, páté generace čipů v roce 2003.
Jediná mobilní verze Ti série nesla název GeForce 4 4200go (NV28M) uvedená koncem roku 2002. Čip byl téměř identický čip s NV28, avšak se sníženou rychlostí. Překonání Radeonu 9000 mobility si vybralo velkou daň – karta se často přehřívala, protože GeForce 4 nebyla původně navrhovaná na mobilní verzi. GeForce 4TiGO byla vyráběna velmi krátce.

## GeForce 4 MX

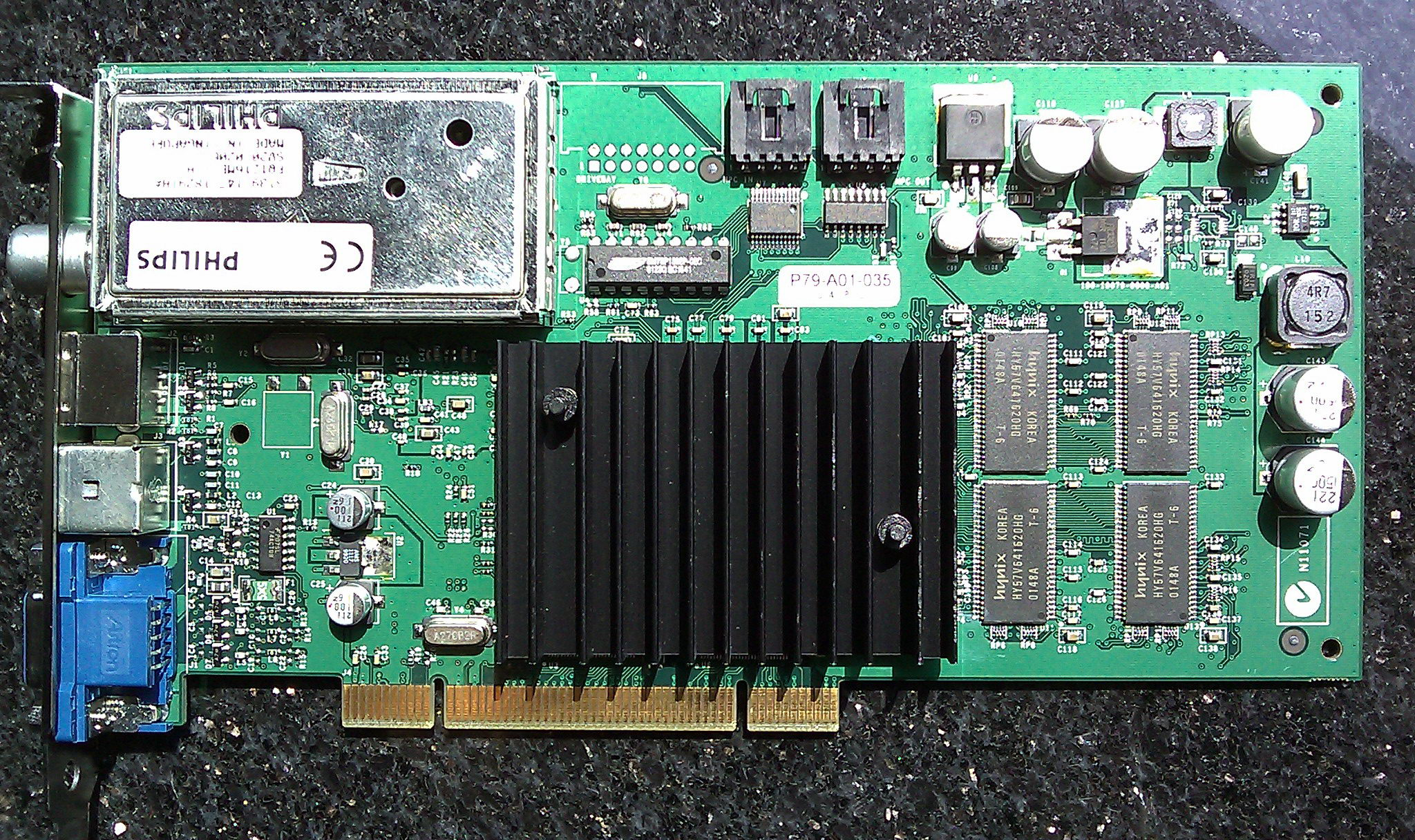
GeForce4 MX 420 Personal Cinema

Schopnosti karet GeForce 4 jsou definované Ti linií, GeForce 4 MX je jen název. Mnozí to odsuzovali jako marketingový trik nVidie. Vydání GeForce 4 MX zklamalo i její skalní nadšence. Ti jí pojmenovávali GeForce 2 MX se steroidy. GeForce 4 MX chyběl programovatelný pixel a vertex shader. To nemělo na neúspěch ten největší dopad. Karta též nerenderovala efekty poskytující DirectX 8.1. GeForce 4 MX byla rychlejší než GeForce 2 Ultra, byla tedy i vcelku dobrá cena/výkon. Vyráběla se během celého roku od jejího uvedení. ID software, tedy hlavní šéf John Carmack si dělal starosti kolem potenciálního ujetí na trhu GeForce 4 MX. Carmack se bál adaptace karty na trh, to by znamenalo už v té době krok zpět, tedy k nepodpoře DirectX 8.1. Varoval hráče k nekupování tohoto čipu. Nezávisle na to, Carmack vypustil velmi očekávanou hru Doom 3 v létě 2004. Jako jedinou kartu
bez podpory DirectX 8.1 podporoval GeForce 4 MX. Napříč velké kritice byla GeForce 4 MX velmi úspěšným modelem na trhu. Byla o 30% dražší než GeForce 2MX a podávala celkem přijatelný výkon. Většina her na něj fungovala. Zažila velké úspěchy i na OEM trhu a nahradila tak nejlepší prodávané GPU GeForce 2MX.
Byly tu tři modely: GeForce 4 MX 420, 440, 460. GeForce 4 MX 420 byla určená spíše pro kancelářské a nejlacinější počítače, GeForce 4 MX 440 zase spíše pro masový OEM trh. GeForce 4 MX 460 sehrávala úlohu karty střední třídy. Zdolala konkurenci ATI Radeon 8500LE/9100 (8500) i GeForce 3Ti 200.
Výkonem GeForce 4 MX 420 jen o něco málo překonala GeForce 2MX 400 (i Radeon 7000), což nebyl problém vzhledem na cílový výběr skupiny. Z praktického hlediska to byla integrovaná grafická karta společnosti Intel, 845G a výrobek z vlastní produkce, nForce 2.
nVIDIA GeForce 4 MX 440 si vedla vcelku dobře. překonala soupeře Radeon 7500. Dokonce příchod Radeonu 9000 PRO (lepší singletexturing, lepší podpora vertex a pixel shader) neotřáslo už tak silnou OEM pozicí. Odpověď nVIDIE na Radeon 9000 PRO byla GeForce FX 5200 (podpora DirectX 9). Paradoxně právě GeForce 4 MX 440 ukončila produkci GeForce FX 5200, svému nástupci. T.j., GF 4 MX 420.
Série MX přinesla v přehrávání videa více novinek (ne Ti série). Jako vůbec první GeForce přinášela technologii VPE (video processing engine). Též hardwarové iDCT a VLC (variable length code decoding). Přidávání VPE znamenalo největší krok oproti předcházejícímu HDVP v MPEG přehrávání. VPE mohlo bojovat s funkcemi ATI karet.
GeForce 4 MX 460 přišla nakonec celé MX linie, tedy skoro roku 2002. Jako i série Ti, tak i MX byli časem vylepšené o rozhraní AGP 8x a PCI Express (GeForce 4 PCX4300). MX 460 se však neadaptovala nikdy. Začátkem roku 2003 přišly na trh další modely: GeForce 4 MX 4000 (stejné jako GeForce 4 MX 440SE, jen s trochu rychlejší pamětí). Překvapily další adaptace v roce 2004- PCX 4300, MX 4000 s podporou PCI Express (čili NV19). NV19 je jednoduše NV18 se změněným rozhraním.
Mobilní verze GeForce 4go vycházela z linie MX. Měla velké problémy s ovladači. Vznik alternativních ovladačů Omega se střetli s nevolí mateřské firmy. Instalací ovladače Omega ztrácely karty svoji záruku. Při problémech nVidia doporučila zkontrolovat ventilátor, a pokud se netočil bylo ho třeba manuálně roztočit. Když ani to nepomohlo, bylo potřeba manuálně vybrat kartu a promazat ventilátor. Paradoxně některé hry se staršími ovladači nVidie fungovaly a některé zase jen s novými.